# 沙夫馬特山
沙夫馬特山（Schafmatt），是瑞士的山峰，位於該國中部，由盧塞恩州負責管轄，屬於埃默河谷山的一部分，處於弗呂利以北，海拔高度1,979米，每年平均降雨量2,465毫米。